# Lincomicina
La lincomicina es un antibiótico natural del grupo de las lincosamidas extraído de la bacteria actinomyces Streptomyces lincolnensis, el primero en extraerse de las lincosamidas. La lincomicina ha sido uno de los mejores medicamentos modificados estructuralmente para formar la más frecuentemente usada clindamicina.
Aunque similar en estructura, espectro antibacteriano y mecanismo de acción de los macrólidos, la lincomicina es también efectiva en contra de organismos como las actinomycetes, mycoplasmas, y algunas especies de Plasmodium. Sin embargo, debido a su frecuente toxicidad, son usados muy infrecuentemente hoy día, reservados solo para pacientes alérgicos a la penicilina o para infecciones de organismos multiresistentes.

## Mecanismo de acción
La lincomicina interfiere con la síntesis de las proteínas, en una manera similar a la claritromicina y eritromicina, uniéndose a la subunidad 50S del ribosoma bacteriano.

## Resistencia
Se ha observado resistencia tanto natural como adquirida en algunas cepas de estafilococos, estreptococos y Bacteroides fragillis. Existe una clara evidencia de resistencia cruzada completa entre la lincomicina y la clindamicina.